# Henrik Larsson
Henrik Edward Larsson MBE (Helsingborg, 20 de setembro de 1971) é um ex-futebolista sueco que atuava como atacante. É o maior artilheiro da história da Liga Europa da UEFA, com 40 gols.
Seu pai, Francisco Rocha, é cabo-verdiano, e sua mãe Eva Larsson, é sueca.

## Carreira

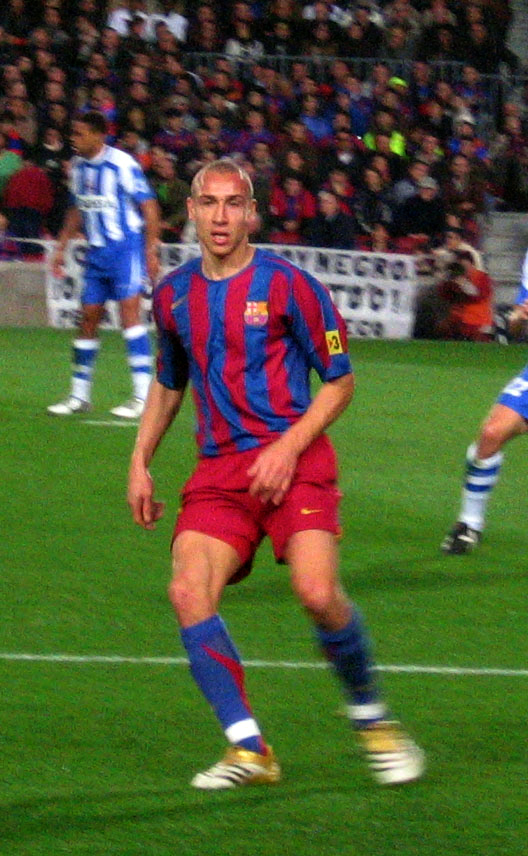
Larsson atuando pelo Barcelona na vitoriosa temporada 2005–06

Dotado de grande talento, seu futebol pouco se modificou ao longo dos anos, fazendo sucesso e gols pelos times por qual passou. Teve especial destaque no Celtic, sendo quatro vezes campeão escocês, além de ter sido cinco vezes artilheiro da Liga Escocesa — quatro delas, seguidas. Tornou-se tão querido da torcida dos Bhoyz que é o único não-escocês eleito oficialmente no time dos sonhos do clube. Uma de suas artilharias foi a maior do continente, em 2001, lhe rendendo uma Chuteira de Ouro.
No âmbito internacional, sua passagem pelo Barcelona é mais lembrada. Chegou lá após uma boa temporada 2003–04, em que foi campeão do Campeonato e da Copa escoceses, além de fazer uma boa Euro 2004 pela Suécia. Ficaria no Barça apenas dois anos, em ambos sendo campeão da La Liga (Campeonato Espanhol) e, o mais importante, despedindo-se com atuação decisiva na final da Liga dos Campeões da UEFA: em partida apagada do astro Ronaldinho Gaúcho, foram de seus pés que saíram as assistências para os gols de Samuel Eto'o e Belletti que virariam em quatro minutos a partida.
Após o término dessa competição, anunciou a sua volta ao futebol sueco, jogando no clube de sua cidade natal, o Helsinborgs. Durante o período, chegou a ser emprestado em dezembro de 2006 ao Manchester United, quando o futebol sueco passava por recesso devido ao inverno local. Larsson teve uma passagem curta, porém elogiada.
No Helsinborgs, realizou seu jogo de despedida em 28 de outubro de 2009, sendo homenageado por dois de seus ex-técnicos, Lars Lagerbäck (Seleção Sueca) e Alex Ferguson (Manchester United) e seu sucessor como principal jogador do país, Zlatan Ibrahimović.

## Seleção Nacional
Larsson fez parte da Seleção Sueca presente nas Copas do Mundo FIFA de 1994, 2002 e 2006. No primeiro, ainda era um garoto coadjuvante no time de Thomas Ravelli, Jonas Thern, Klas Ingesson, Tomas Brolin, Martin Dahlin e Kennet Andersson, destacando-se tanto pela qualidade de seu futebol, quanto por seus dreadlocks loiros. Teve uma grande participação pela Seleção Nacional na Copa do Mundo de 1994, no jogo em disputa pelo terceiro lugar entre Suécia e Bulgária. Ele marcou o terceiro gol da vitória sueca pelo placar de 4 a 0 sobre a Seleção Búlgara.

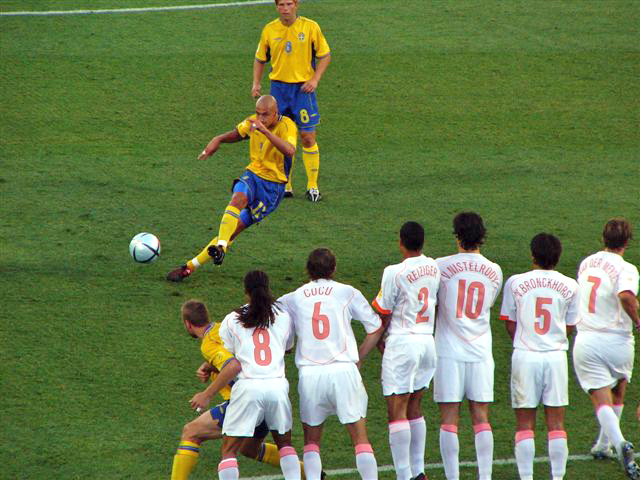
Larsson cobrando uma falta pela Suécia na Euro 2004

A vasta cabeleira já havia dado lugar à careca em sua segunda Copa, em que ele, agora um veterano, era agora o líder dos nórdicos, marcando três gols — os dois da virada sobre a Nigéria, na primeira fase, e contra o Senegal, nas oitavas de final, quando a Suécia foi eliminada.
Embora tenha chegado com respeito ao terceiro, muito por conta por seus dois títulos nacionais seguidos e seu belo desempenho na final da Champions League pelo Barcelona, já havia deixado de ser a principal referência da Seleção, posto ocupado por Zlatan Ibrahimović (seu reserva em 2002), que vinha também de dois títulos nacionais seguidos (posteriormente anulados) por seu clube, a Juventus. Entretanto, os escandinavos não fariam uma Copa vistosa, e Larsson acabaria ainda desperdiçando pênalti que poderia levar a equipe a uma reação nas oitavas de final, contra a anfitriã Alemanha, que já vencia por 2 a 0 e acabaria classificada.
Larsson jogou também as Eurocopas de 2000, 2004 e 2008. Na primeira, a Suécia decepcionou e ficou em último. Na segunda, o atacante marcou três vezes na primeira fase, e viu seu país se classificar em primeiro no grupo. Foi levado à terceira após ter chegado a aposentar-se da Seleção, que voltou a cair na primeira fase. Anunciou sua aposentadoria definitiva da Suécia no dia 12 de outubro de 2009, e seu último jogo foi dois dias depois, na goleada sobre a Albânia. O país, entretanto, acabaria eliminado das Eliminatórias da Copa do Mundo FIFA de 2010.
Em 2004, o goleador foi eleito o melhor jogador da Suécia dos cinquenta anos da UEFA, nos Prêmios do Jubileu da entidade, superando consagrados concorrentes como Gunnar Gren, Gunnar Nordahl, Nils Liedholm, Lennart Skoglund e, mais recentemente, Tomas Brolin.

## Títulos
Feyenoord
- Copa dos Países Baixos: 1993–94 e 1994–95

Celtic
- Scottish Premiership: 1997–98, 2000–01, 2001–02 e 2003–04
- Copa da Liga Escocesa: 1997–98 e 2000–01
- Copa da Escócia: 2000–01 e 2003–04

Barcelona
- La Liga: 2004–05 e 2005–06
- Supercopa da Espanha: 2005
- Liga dos Campeões da UEFA: 2005–06

Helsingborgs
- Copa da Suécia: 2006

Manchester United
- Premier League: 2006–07

### Prêmios individuais
- Futebolista Sueco do Ano: 1998 e 2004
- Jogador do ano da SFWA: 1999 e 2001
- Jogador do ano da SPFA: 1999 e 2001
- Jogador do mês da Scottish Premiership: setembro de 2000 e novembro de 2002
- Chuteira de Ouro da UEFA: 2000–01
- Seleção do Torneio da Eurocopa: 2004
- Gol mais Bonito da Eurocopa: 2004
- Prêmio Centuriões da UEFA[6]
- Hall da Fama do Futebol Escocês[7]

### Artilharias
- Scottish Premiership: 1998–99 (35 gols), 2000–01 (37 gols), 2001–02 (33 gols), 2002–03 (35 gols) e 2003–04 (34 gols)
- Copa da UEFA: 2002–03 (11 gols)